# ريزدنت إيفل: ريفلوشنز 2
ريزدنت إيفل: ريفلوشنز 2 (بالإنجليزية: Resident Evil: Revelations 2)‏، والتي تعرف في اليابان كـبايوهازرد: ريفلوشنز 2 (بالإنجليزية: Biohazard Revelations 2‎؛ باليابانية: バイオハザードリベレーションズ2)، هي لعبة فيديو من نوع رعب ونجاة تتألف من أربع حلقات. طورت ونشرت من قبل كابكوم وصدرت على مايكروسوفت ويندوز وبلاي ستيشن 3 وبلاي ستيشن 4 وإكس بوكس 360 وإكس بوكس ون.

## طريقة اللعب
تقع أحداث ريفلوشنز 2 بين أحداث ريزدنت إيفل 5 وريزدنت إيفل 6. كلير ريدفيلد هي بطلة اللعبة وموريا برتون ابنة باري برتون في دور مساعد. في ديسمبر 2014، كشف عرض دعائي أن باري برتون هو الآخر سيكون بطل للعبة وتساعده فتاة صغيرة تدعى ناتاليا كوردا تمتلك قدرات خارقة. العرض الدعائي السينمائي صدر في ديسمبر 2014.
ريفلوشنز 2 من نوع رعب ونجاة تدعم اللعب التعاوني على المنصات. اللعبة تحتوي على اسلوب تخفي حيث يستطيع لاعب واحد استخدام الاسلحة النارية بينما اللاعب الآخر يكون أكثر عرضه للآذى مفضلاً استخدام اسلحة مثل العتلة والطابوق أو يستخدم للعثور على عناصر مخفية باستخدام مصباح يدوي أو حواس خاصة.

## القصة
أحداث اللعبة تقع على جزيرة معزولة بالقرب من روسيا حيث تحاول كلير ريدفيلد وموريا برتون الهروب من الجزيرة بينما يحاول باري برتون والد موريا العثور عليها بمساعدة ناتاليا كوردا.

## شخصيات اللعبة
- كلير ريدفيلد
- مويرا بورتون
- باري بورتون
- ناتاليا كوردا
- اليكس ويسكر
- نيل فيشر

## الاستقبال
كل الحلقات الاربعة من اللعبة تلقت مراجعات إيجابية. على ميتاكريتيك يترواح معدل تقييم الحلقات بين 72-79 من 100.

## وصلة خارجية
- ريزدنت إيفل: ريفلوشنز 2 على موقع IMDb (الإنجليزية)

- الموقع الرسمي